# Lucien-Henri Weiluc
Lucien-Isidore Weil, plus connu sous le nom de Lucien-Henri Weiluc ou Weiluc, né à Paris 2e le 12 décembre 1873 et mort à Paris 17e le 10 septembre 1947, est un illustrateur, affichiste, et dessinateur satirique français.

## Biographie

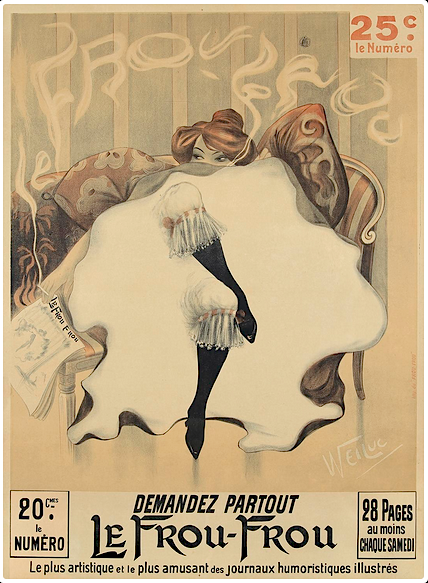
Le Frou-frou, affiche de lancement (1900).

Weiluc est passé par l'atelier Luceil, une maison parisienne spécialisée en supports chromolithographiés, où il a pour condisciples René Gontran Ranson (1891-1977), Léon Henri Ruffe et Georges de Feure, et apprend différentes techniques de gravure. En février 1907, il s'associe avec Ruffé (qui habite Bois-le-Roi) et l'atelier Luceil pour former la « Société nouvelle d'art et de décoration » dans le but de produire « affiches, illustrations, croquis, impressions artistiques, bijoux d'art »... L'adresse de l'atelier est au 104 boulevard de Clichy, où vit également Weiluc.
Il participe activement au Salon des humoristes (1907-1909). En 1911, il prend la tête de la Société des dessinateurs humoristes. 
Ses dessins sont publiés dans divers journaux dont Le Rire, La Vie parisienne, Le Sourire, Le Bon Vivant, et L'Assiette au beurre. Il illustre des partitions d'Alfred Amadei.
Il est aussi auteur d'affiches, notamment pour l'hebdomadaire humoristique Le Frou-frou (dont il réalise certaines couvertures gravées par Ruffé) et la société de construction automobile A. Clément.
En 1922, il réside au 16 avenue Rachel et reste durant l'entre-deux-guerres un acteur des fêtes de Montmartre et un pilier de la Société des humoristes.
Sa dernière adresse connue est 22 avenue Niel.